# 1873 en football
Cet article présente les faits marquants de l'année 1873 en football.

## Clubs fondés en 1873
- en Angleterre :
  - fondation du club de Gainsborough Trinity Football Club basé à Gainsborough
  - fondation du club des Rangers FC à Glasgow.

## Règles du jeu
- Le hors-jeu, sujet de bien des dilemmes entre les différents codes de jeu, se signalera désormais au départ de la balle, et pas à l'arrivée comme c'était généralement le cas jusque-là.
- Invention du coup de pied de coin (corner).

## Mars
- 8 mars : à Londres (Kennington Oval), l'Angleterre s'impose 4-2 face à l'Écosse. 3 000 spectateurs. Afin de limiter les dépenses, 8 des 11 Écossais venaient d'Écosse, les 3 autres étant résidents à Londres.
- 13 mars : fondation de la Fédération d'Écosse de football.
- 29 mars : finale de la 2e FA Challenge Cup (16 clubs inscrits). Wanderers 2, Oxford University 0 devant 3 000 spectateurs à Lillie Bridge. Buteurs : Wollaston et Kinnaird. À noter le coup d'envoi matinal (11h) afin de permettre aux joueurs d'assister à une course de bateaux sur la Tamise toute proche.

## Naissances
- 10 janvier : William Lambie, footballeur écossais.
- 21 janvier : Ernest Needham, footballeur et joueur de cricket anglais. († 8 mars 1936).
- 23 février : Neilly Gibson, footballeur écossais.
- février : Jocky Wright, footballeur écossais. († 1946).
- 11 mai : Frank Becton, footballeur anglais. († 6 novembre 1909).
- 1er juin : Harry Rennie, footballeur écossais. († 1954).
- 24 août : Thomas Bradshaw, footballeur anglais. († 25 décembre 1899).
- 2 octobre : Billie Gillespie, footballeur écossais. († 1942).
- 14 octobre : Jules Rimet dirigeant de football français. Président de la FFF de 1919 à 1947 puis de la FIFA de 1920 à 1954. Créateur du championnat du monde de football. († 15 octobre 1956).
- 25 décembre : Nicol Smith, footballeur écossais. († 6 janvier 1905).
- décembre : James Henry Jones, footballeur anglais. († 27 décembre 1955).
- Syd King, footballeur anglais. († 1933).